# Dialog mit dem Juden Tryphon
Der Dialog mit dem Juden Tryphon (lateinisch Dialogus cum Tryphone Judaeo) ist ein Hauptwerk des frühchristlichen Philosophen und Kirchenvaters Justinus. Es entstand zwischen 155 und 167. Das Werk zeugt von der Auseinandersetzung der Alten Kirche mit dem Judentum und gilt als die älteste erhaltene antijüdische Apologie. Damit ist es zugleich eine wichtige Quelle zur Entstehung des Christentums und der christlichen Lehre.
Der Dialog steht formal in der Tradition der platonischen Dialoge. Er richtet sich gleichermaßen an Juden, Christen und Heiden. Justin der Märtyrer spiegelt hier seine Erfahrungen als Missionar wider, der auf seinen Reisen vermutlich mit jüdischen Schriftgelehrten disputierte. Der Dialog zeichnet ein solches Streitgespräch während der Zeit des Bar-Kochba-Aufstandes und der darauf folgenden antichristlichen Ausschreitungen nach. Dass Justinus den Dialog tatsächlich in Ephesus geführt und sich dort auch zum Christentum bekehrt haben soll, ist historisch nicht belegbar.

## Übersetzung
- Katharina Greschat, Michael Tilly (Hrsg.): Dialog mit dem Juden Tryphon. Übersetzt aus dem Griechischen von Philipp Haeuser.  Neu gesetzte und überarbeitete Ausgabe, nach der Ausgabe Kempten 1917 (= Bibliothek der Kirchenväter.). Marix Verlag, Wiesbaden 2005, ISBN 3-86539-058-7.
- Kritische Ausgabe: Philippe Bobichon: Dialogue avec Tryphon, édition critique. Introduction, Texte grec, Traduction, Commentaires (in der Reihe „Paradosis“). Éditions universitaires de Fribourg, Fribourg 2003, ISBN 2-8271-0958-1, zwei Bände (altgriechisch, französisch. Digitalisate: Volume I, Volume II).